# Cynthia Best 〜 Eternity
『Cynthia Best 〜 Eternity』（シンシア・ベスト エタニティー）は、シンシア（南沙織）のベスト・アルバム。1996年6月21日発売。発売元はSony Records。規格品番はSRCL-3519。

## 解説
シングルレコード「17才」（SONA-86183）で歌手デビューを果たしてから25周年を迎えた時期に発売された記念商品で、1970年代に発表された南沙織名義の作品群と、1992年から1996年の間に発表されたシンシア名義の作品群から選曲されたベスト・アルバムである。30周年、35周年にはCD-BOXセットが発売されており、それらと比較すると本作の規模は小さいものではあるが、このアルバムが南沙織時代とシンシア時代の既発表楽曲が1枚に収まった初のベスト盤である。
当時の最新シングル曲「愛は一度だけですか」（SRDL-4143）と、小岩井乳業製品のコマーシャルソングに起用されながら未CD化であった「ふたり」が初収録された。この「ふたり」は、本ベスト・アルバムのみに収録されている。
ブックレット内には歌詞や活動当時の写真に加え、南沙織時代に発表された全28枚のシングルA面曲中、過半数以上である16曲の作詞を担当した最重要作詞家・有馬三恵子から寄せられた、25周年記念の寄稿文「異国の少女」が掲載されている。その中でデビュー時の南沙織について、「人生の短い少女期の風情を、きっちりと個性にしていたヒト」と評した。なお有馬とシンシアは1970年代当時、顔を合わせる機会は録音ブースで挨拶する時くらいであったと後に述べている。
ほか、巻末に「南沙織（シンシア）ヒストリー」という年表が掲載されているが、誤記箇所が多く見受けられる。たとえば、1974年7月発売の9枚目のスタジオ・アルバム名が『夏の感情』でなく『夏の序曲』になっている。CDトレイ下はさよならコンサート時の写真を使用。

## 収録曲
1. 哀愁のページ（2:48）
  - 作詞: 有馬三恵子、作曲・編曲: 筒美京平
2. 17才（2:46）
  - 作詞: 有馬三恵子、作曲・編曲: 筒美京平
3. ともだち（3:07）
  - 作詞: 有馬三恵子、作曲・編曲: 筒美京平
4. 純潔（3:01）
  - 作詞: 有馬三恵子、作曲・編曲: 筒美京平
5. あの場所から（3:01）
  - 作詞: 山上路夫、作曲: 筒美京平、編曲: 高田弘
  - 5枚目のスタジオ・アルバム『早春のハーモニー』（SOLL-26）収録
6. 色づく街（2:50）
  - 作詞: 有馬三恵子、作曲・編曲: 筒美京平
7. ひとかけらの純情（3:05）
  - 作詞: 有馬三恵子、作曲・編曲: 筒美京平
8. 人恋しくて（4:23）
  - 作詞: 中里綴、作曲: 田山雅充、編曲: 水谷公生
9. 哀しい妖精（3:41）
  - 作詞: 松本隆、作曲: Janis Ian、編曲: 萩田光雄
10. 春の予感‐I've been mellow‐（3:09）
  - 作詞・作曲・編曲: 尾崎亜美
11. 青空（4:45）
  - 作詞: 来生えつこ、作曲: 都志見隆、編曲: 萩田光雄
12. ファンレター ‐SO GOOD SO NICE‐（Remix version）（5:27）
  - 作詞: 阿久悠、作曲: 筒美京平、編曲: 萩田光雄
13. 約束（4:01）
  - 作詞: 阿久悠、作曲: 伊勢正三、編曲: 萩田光雄
14. よろしく哀愁（4:58）
  - 作詞: 安井かずみ、作曲: 筒美京平、編曲: 服部隆之
15. ふたり（4:58）
  - 作詞: 三浦徳子、作曲: 上田知華、編曲: 萩田光雄
16. 愛は一度だけですか（5:05）
  - 作詞: 阿久悠、作曲: 都志見隆、編曲: 重実徹

## 関連作品
新曲、既発表曲の新音源を含むアルバム、ボックス･セット
- 20才まえ - シングルA面曲の「New Vocal ver.」を収録
- 南沙織ヒット全曲集（1974年） - シングルA面曲の「SQ 4ch ver.」を収録
- 南沙織ベスト Recall 〜28 SINGLES SAORI + 1〜 - ｢ファンレター -SO GOOD SO NICE-」を収録
- CYNTHIA ANTHOLOGY - 「あなたの腕で泣けるまで」を収録
- CYNTHIA ALIVE - 「苦いレモン」を収録